# Кадарка

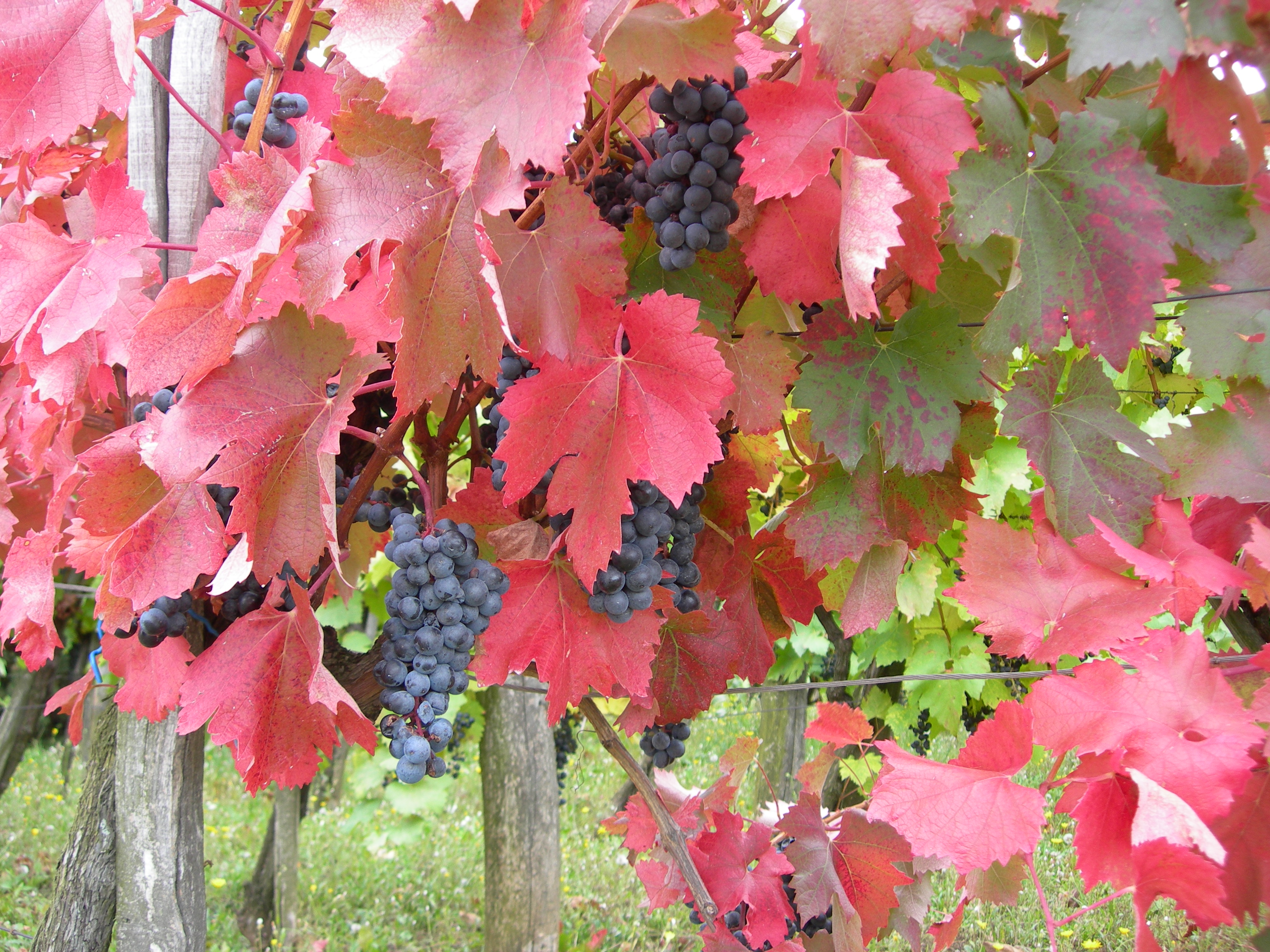

Кадарка — сорт чорного винограду, використовуваний для виробництва червоних вин.

## Географія
Вирощують в основному на Балканах. Поширений у Болгарії, Угорщині, Румунії, Сербії, Україні, Бразилії, Австралії.

## Основні характеристики
Сила росту лози велика. Нижня поверхня листа покрита опушенням. Гроно середнє, циліндричне. Ягоди середньої величини, округлі, темно-сині, з тонкою шкіркою. Врожайність цього сорту винограду залежить від умов, але, як правило, не висока (8-12 т/га). Належить до сортів середнього терміну дозрівання. Стійкість до грибкових захворювань середня. В сорті виділено кілька клонів: Кадарка маль, Кадарка фемель, Фоль Кадарка, Кадарка синя.

## Застосування
Використовується для приготування ординарних столових, десертних вин

## Синоніми
Носить також такі назви: Гимза, Гімза, Кадарка бле, Кадарка кек, Кадарка модра, Кадарка фекете, Кадарка чорна, Скадарка, Чорна гижа, Мекіш, Четерешка.